# Géraldine Bajard
Géraldine Bajard est une réalisatrice française.

## Biographie
Géraldine Bajard a réalisé un premier long métrage sorti en 2011 après avoir été présenté au festival de Locarno en 2010. Elle a travaillé également comme scénariste, collaborant plus particulièrement avec Jessica Hausner.

## Filmographie

### Réalisatrice et scénariste
- 2011 : La Lisière

### Scénariste
- 2009 : Lourdes de Jessica Hausner
- 2014 : Amour fou de Jessica Hausner
- 2019 : Little Joe de Jessica Hausner